# Zaireichthys monomotapa
Zaireichthys monomotapa är en fiskart som beskrevs av Eccles, Tweddle och Skelton 2011. Zaireichthys monomotapa ingår i släktet Zaireichthys och familjen Amphiliidae. Inga underarter finns listade i Catalogue of Life.
Denna fisk förekommer i östra Afrika i Malawi, Zambia, Zimbabwe och Moçambique. Arten lever i vattendrag med sandig botten. Exemplaren gömmer sig ofta i sanden så att endast huvudet är synligt. Honor lägger 12 till 16 ägg per tillfälle som är ganska stora. Antagligen vårdas äggen av föräldrarna.
För beståndet är inga hot kända. Hela populationen bedöms som stabil. IUCN listar arten som livskraftig (LC).